# Parc national de la Chapada dos Guimarães
Le parc national de la Chapada dos Guimarães (en portugais : Parque Nacional da Chapada dos Guimarães) est une unité de conservation brésilienne, située dans l'État du Mato Grosso, dans les municipalités de Chapada dos Guimarães et Cuiabá. Le parc national a été créé le 12 avril 1989. Sa superficie totale est de 33 000 hectares. Il est administré par l'Institut Chico Mendes pour la conservation de la biodiversité (ICMBio).

## Historique
Les origines du parc remontent au 13 septembre 1910, lorsque le vice-président du Mato Grosso, le colonel Pedro Celestino Corrêa da Costa, préoccupé par la dévastation de la végétation dans les sources des rivières Coxipó-açu, Manso et Cuiabá, déclara que la zone était d'utilité publique. En 1984, une coalition d'écologistes, d'artistes et d'intellectuels de l'État a lancé une pétition pour protester contre la décision du gouvernement de créer un complexe touristique à proximité. En février 1986, une campagne nationale est lancée par des ONG pour demander au président José Sarney de créer le parc national.
Le parc a finalement été créé le 12 avril 1989, sur 32 630 hectares. L’objectif est de protéger des échantillons significatifs d’écosystèmes locaux et d’assurer la préservation des sites naturels et archéologiques, en favorisant une utilisation appropriée pour les visites, l’éducation et la recherche.

## Géographie
Le parc fait partie de la réserve de biosphère du Pantanal, qui comprend également les parcs nationaux du Pantanal, des Emas et de la Serra da Bodoquena, ainsi que les parcs nationaux de la Serra de Santa Bárbara, de Nascentes do Rio Taquari et du Pantanal do Rio Negro. Le parc est situé dans le bassin du fleuve Paraguay, protégeant le cours supérieur de la rivière Cuiabá, l'un des principaux affluents du Pantanal du Mato Grosso.
Le centre géographique de l'Amérique du Sud, autrefois considéré comme la ville de Cuiabá (où il est marqué par un obélisque de marbre blanc), est en fait situé dans le parc près de la ville de Chapada dos Guimarães, à Mirante de Geodesia.

La faune comprend le jaguar, le cerf des  pampas, le singe hurleur, le tapir, le fourmilier géant, le tatou géant, le loup à crinière, le nandou et le cariama. Perroquets, martinets et aras écarlates nichent dans les falaises de grès. Le parc est menacé par les incendies pendant la période froide, sèche et venteuse de l'année, souvent provoqués par les activités humaines à proximité ou dans le parc. La foudre ne semble pas être une cause majeure car elle est généralement suivie de pluie.

## Galerie

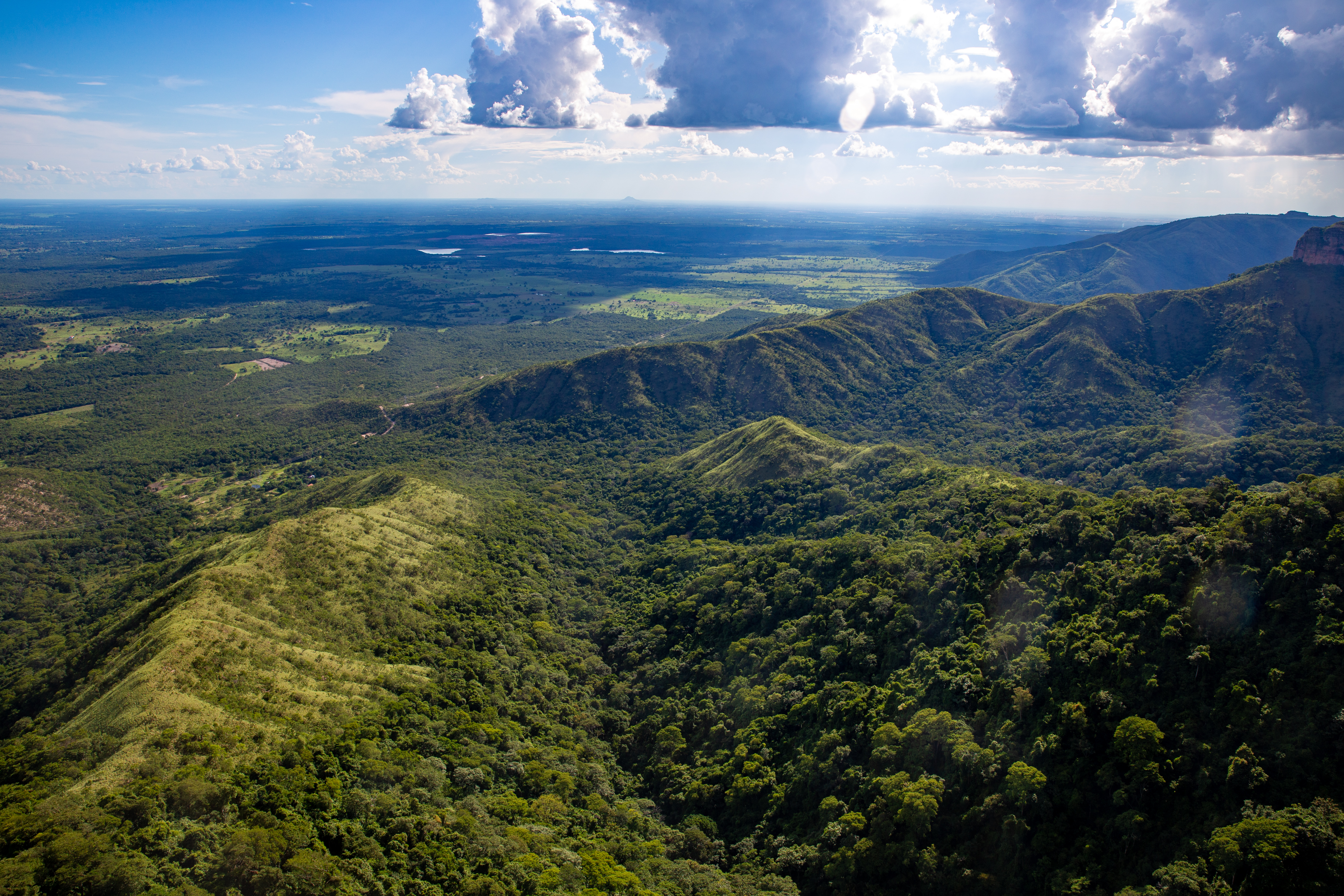
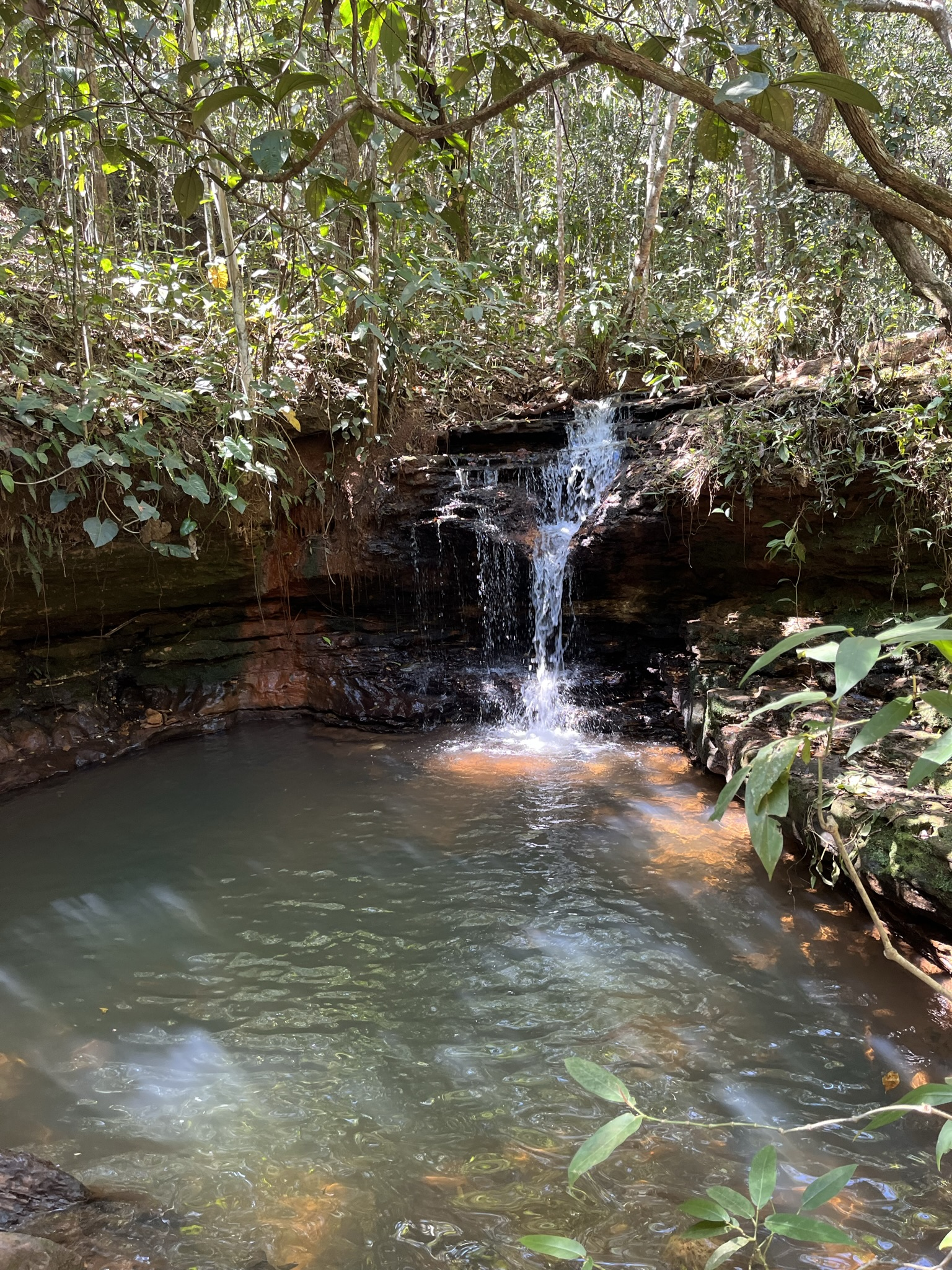
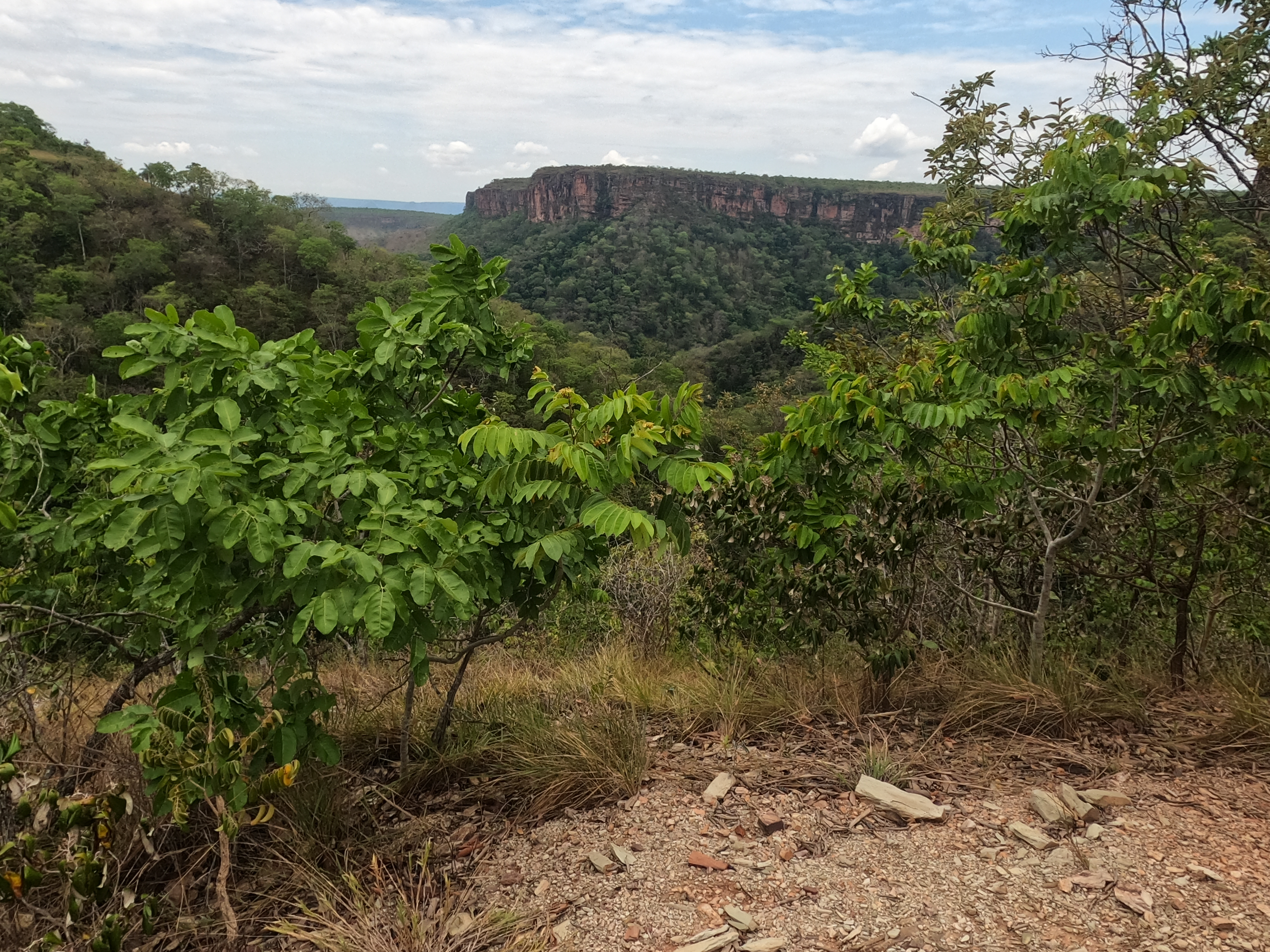
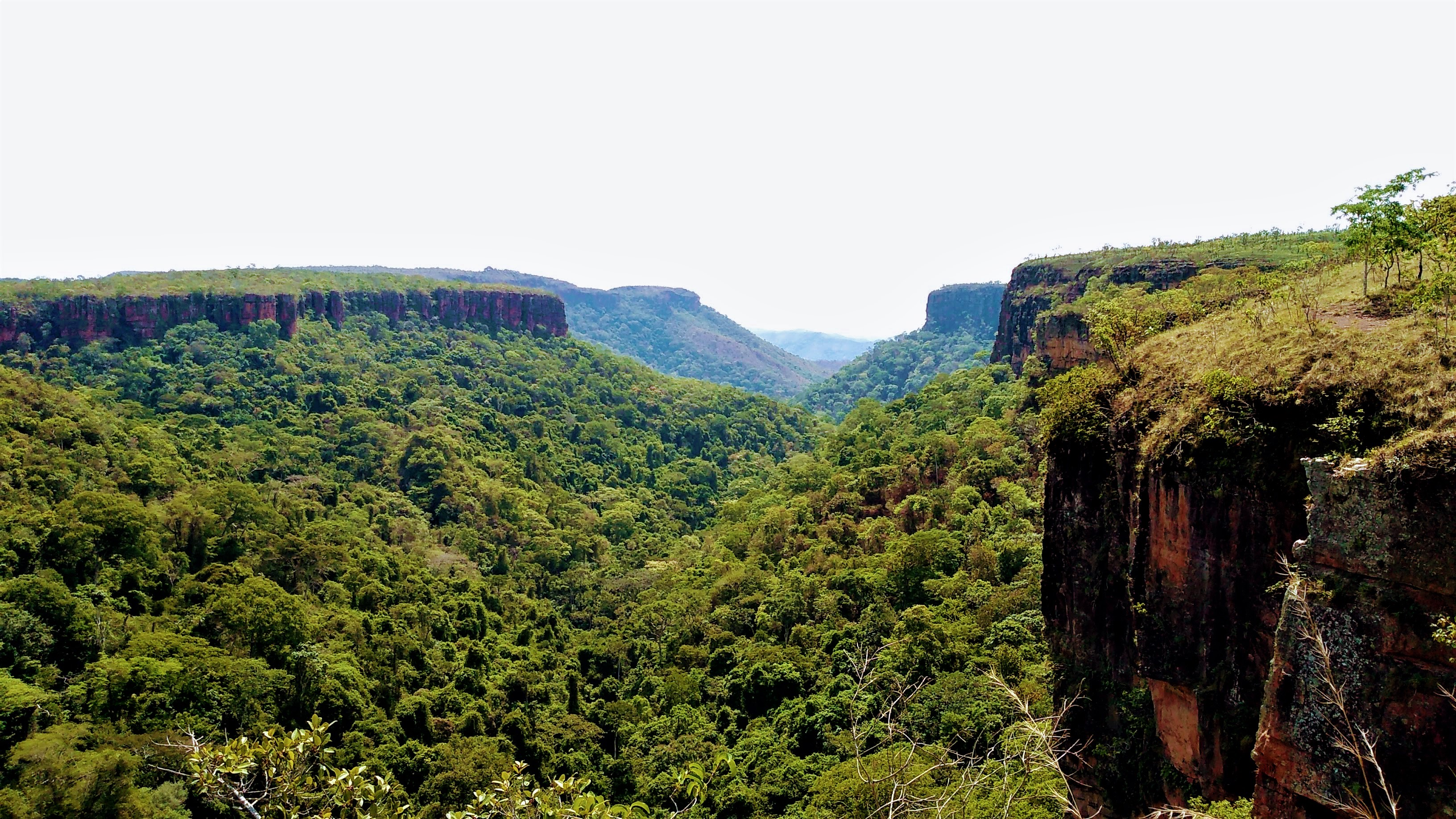
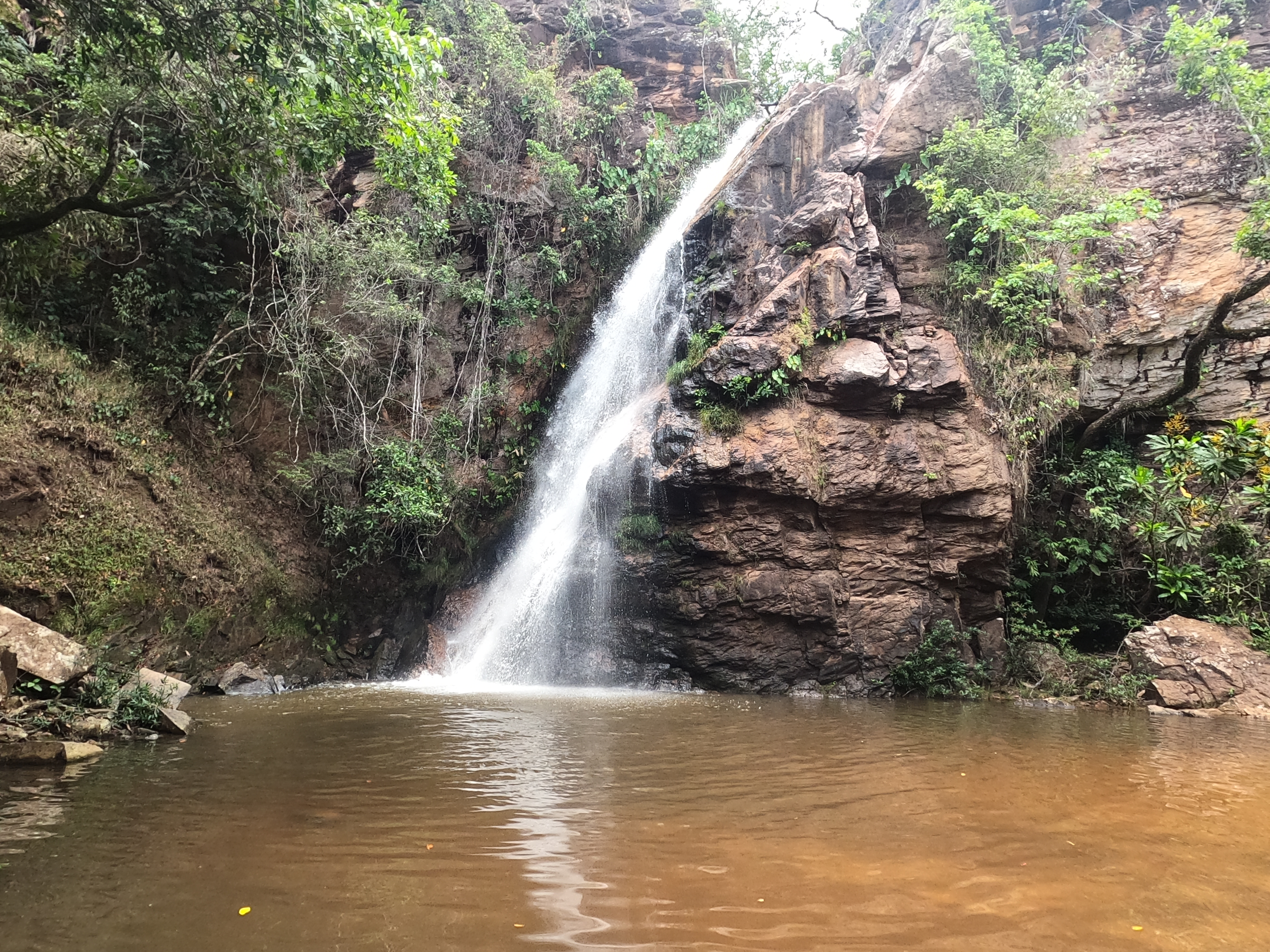

## Voir également
- Liste des parcs nationaux du Brésil